# Neoneura kiautai
Neoneura kiautai là loài chuồn chuồn trong họ Protoneuridae. Loài này được Machado mô tả khoa học đầu tiên năm 2007.